# USS LST-305
O USS LST-305 foi um navio de guerra norte-americano da classe LST que operou durante a Segunda Guerra Mundial.